# Aldo Salvetti
Aldo Salvetti (Mirteto di Massa, 27 novembre 1923 – Castagnola, 19 settembre 1944) è stato un partigiano italiano, decorato con Medaglia d'oro al valor militare alla memoria.

## Biografia
Nacque a Mirteto di Massa il 27 novembre 1923, di professione carpentiere, dopo l'armistizio dell'8 settembre 1943 entrò a far parte delle formazioni partigiane della Lunigiana. Inquadrato nel distaccamento intitolato ad "Aldo Cartolari", operante in seno alla Brigata Garibaldi "Ugo Muccini". La sera del 18 settembre 1944 la sua formazione attaccò una postazione tedesca nei pressi di Castagnola, ma i partigiani vennero scoperti da una sentinella che diede l'allarme. Mancando l'elemento sorpresa nel seguente combattimento un partigiano rimase ucciso ed un altro, gravemente ferito, morì qualche giorno dopo.
Aldo Salvetti, ferito ad una gamba cercò di rifugiarsi in un campo, nascondendosi sotto un albero, ma la ferita gli impedì di oltrepassare il reticolato di filo spinato che recingeva il campo. Scoperto dai tedeschi nel pomeriggio del giorno dopo venne catturato e torturato affinché rivelasse i nomi degli altri partigiani suoi commilitoni. Portato in giro sanguinante per le vie del paese, venne poi giustiziato davanti alla porta di un'abitazione privata. Fu decorato con la Medaglia d'oro al valor militare alla memoria, massima decorazione italiana.

### Monumenti e dediche alla memoria di Aldo Salvetti
In suo ricordo sono intitolati l'Istituto professionale per il commercio Aldo Salvetti di Massa in Via XXVII Aprile, e la strada, Via Aldo Salvetti, che da via Aurelia Ovest arriva al centro di Mirteto. Sempre a Massa tra via Tecchia e via Castagnola di Sopra è posto un cippo sepolcrale in marmo di Carrara ruvido.

### Annotazioni
1. ↑  Collegata alla federazione comunista di Apuania era intitolata ad un partigiano della "Mulargia" che si riteneva fosse stato ucciso a Forno il 13 giugno 1944. Nel novembre 1944 la formazione fu ridenominata "Gino Menconi".

### Fonti
1. ↑   Donne e uomini della Resistenza - Aldo Salvetti, su anpi.it. URL consultato il 18 settembre 2018.
2. ↑  Bianchi 1999, p. 387.
3. 1 2 3  L'assalto partigiano finì in tragedia, Il Tirreno, 19 settembre 2006.
4. ↑  Quirinale - scheda - visto 21 dicembre 2008